# تشارلز هاو (ملاكم)
تشارلز هاو (بالإنجليزية: Charles Howe)‏ مواليد 24 نوفمبر 1974 في أوهايو، الولايات المتحدة، هو ملاكم محترف أمريكي بدأ مسيرته الاحترافية سنة 1993.

## إحصائيات
خاض خلال مسيرته 24 نزالا، فاز في 17 ولم يتعادل وخسر في 4. فاز بالضربة القاضية في 9 نزالا.

## روابط خارجية
- تشارلز هاو على موقع بوكس ريك (الإنجليزية) (registration required)